# Iteaphila furcata
Iteaphila furcata är en tvåvingeart som först beskrevs av Zetterstedt 1842.  Iteaphila furcata ingår i släktet Iteaphila, ordningen tvåvingar, klassen egentliga insekter, fylumet leddjur och riket djur. Inga underarter finns listade i Catalogue of Life.